# Vavrinec
Vavrinec (in ungherese Lőrincvágása) è un comune della Slovacchia facente parte del distretto di Vranov nad Topľou, nella regione di Prešov.